# 825 Tanina
Tanina (asteroide 825) é um asteroide da cintura principal com um diâmetro de 11,02 quilómetros, a 2,0596022 UA. Possui uma excentricidade de 0,07466 e um período orbital de 1 212,88 dias (3,32 anos).
Tanina tem uma velocidade orbital média de 19,96419133 km/s e uma inclinação de 3,40058º.
Este asteroide foi descoberto em 27 de Março de 1916 por Grigory Neujmin.